# Ulrich von Weißeneck

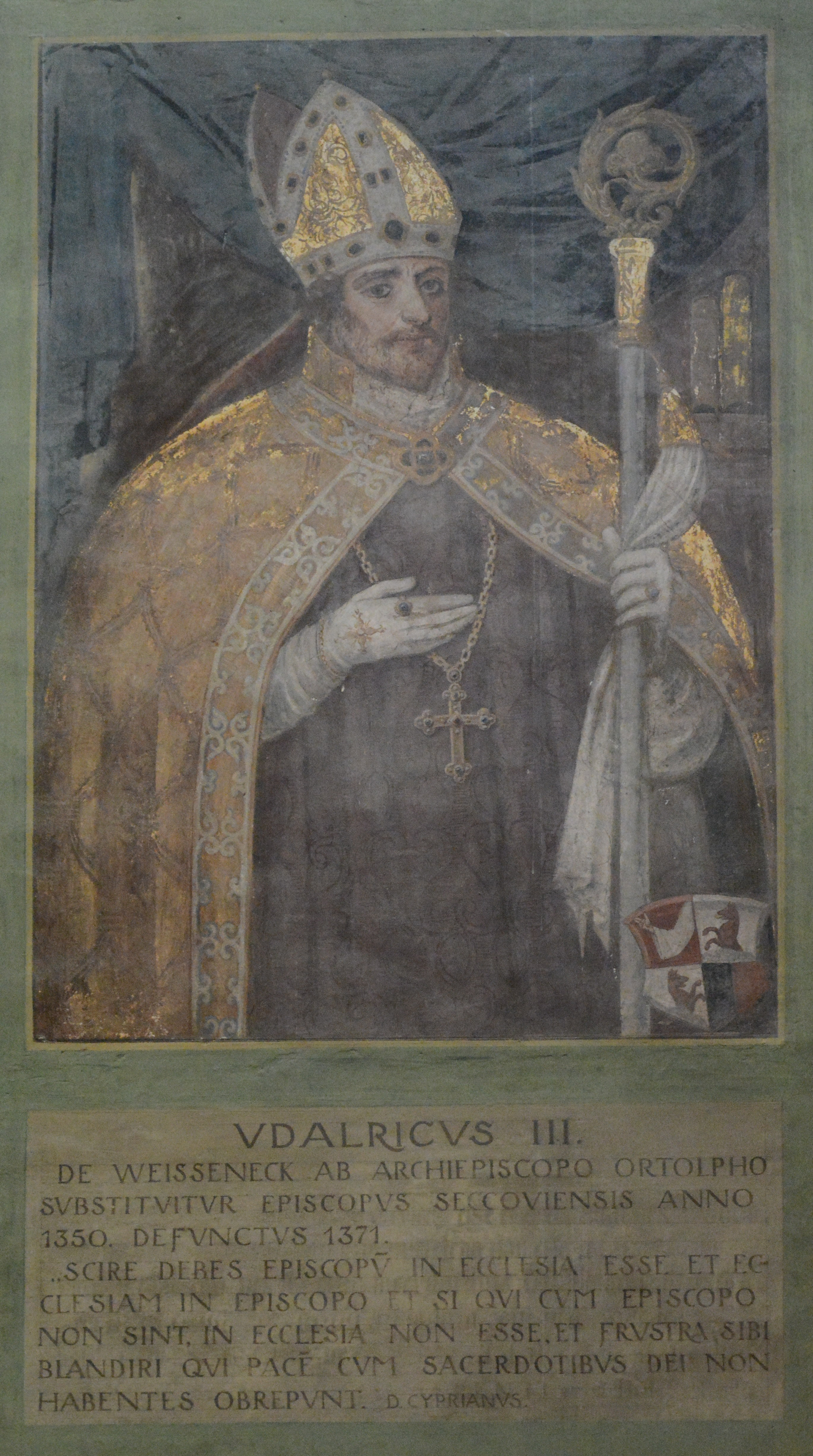
Halbfigurenportrait Bischof Ulrich III. von Weißeneck, Basilika Seckau, Bischofskapelle (Darstellung um 1595)

Ulrich von Weißeneck (auch von Weißenegg; † 25. März 1372) war als Ulrich III. Bischof von Seckau und Gegenbischof von Gurk.
Ulrich von Weißeneck entstammte dem Kärntner Adelsgeschlecht der Weißenegger bei Völkermarkt. Er trat dem Orden der Augustinerchorherren bei und war 1349 bis 1354 Propst von Höglwörth, ab 1352 Domherr von Gurk. Er war der Bruder des Salzburger Erzbischofs Ortolf von Weißeneck, der ihn förderte.
Im Jahr 1351 ernannte ihn Erzbischof Ortolf im Einverständnis mit dem Domkapitel zum Nachfolger auf dem Gurker Bischofsstuhl, jedoch ohne den Papst davon zu berichten, und weihte ihn auch schon zum Bischof. Auf Betreiben des ungarischen Königs Ludwig ernannte Papst Clemens VI. jedoch Paul von Jägerndorf. Das Kapitel und die Ministerialen von Gurk besetzten daraufhin die bistümlichen Schlösser und der Papst beauftragte den Patriarchen von Aquileja, gegen die Rebellen vorzugehen. Sie wurden zum Einlenken gezwungen und erkannten Paul schließlich als Bischof an. Gegenbischof Ulrich konnte sich jedoch noch eine Zeit lang behaupten, erst 1352 verzichtete er auf die Bischofswürde, als er nach dem Tod des Seckauer Bischofs Rudmar von Hader durch seinen Bruder zu dessen Nachfolger ernannt wurde und durch Papst Innozenz VI. am 30. Oktober 1355 nach Seckau transferiert wurde. 
Durch einen Diebstahl seines Hofmeisters wurde die wirtschaftliche Lage des Bistums schwer in Mitleidenschaft gezogen und Bischof Ulrich drohte aufgrund der Zehntschuld bei der Kurie mehrmals die Exkommunikation. Am 25. März 1372 verstarb Bischof Ulrich und wurde vermutlich auf eigenen Wunsch im Domstift Seckau beigesetzt. 